# Toli (Achham)
Toli (en népalais : तोली) est un comité de développement villageois du Népal situé dans le district d'Achham. Au recensement de 2011, il comptait 4 000 habitants.